# Oedenthal
Oedenthal (auch: Ödenthal) ist ein Gemeindeteil der kreisfreien Stadt Weiden in der Oberpfalz im bayerischen Regierungsbezirk Oberpfalz.

## Geographische Lage
Oedenthal liegt 1 km nordwestlich von Trauschendorf, 6,5 km südöstlich von Weiden in der Oberpfalz und 1,4 km südöstlich von Muglhof.
Oedenthal liegt zwischen der Staatsstraße 2166 im Nordosten und der Bundesstraße 22 im Südwesten.
Oedenthal liegt 300 m westlich des Raitenbachs am oberen Ende des Raitenbachtales.
Westlich des Steinbruches am Westrand von Oedenthal entspringt der Johannesbrunnen.

## Geschichte
Im Jahr 1407 hatte Oedenthal drei Einzeluntertanen.
Im 16. Jahrhundert war Oedenthal mit 4 Grundholden im Besitz der Stadt Weiden.
In Steuerbeschreibungen aus dem 18. Jahrhundert wird Oedenthal als ein zur Gemeinde Muglhof gehöriger Weiler mit 3 Anwesen genannt.
Oedenthal gehörte zur Pfarrei Roggenstein.
Um 1800 gab es in Oedenthal 4 Häuser und 22 Einwohner.
Es lag im Landgericht Leuchtenberg, war aber mit niederem Gericht und Dienst dem Magistrat der Stadt Weiden grundbar.
Oedenthal gehörte zum 1808 gebildeten Steuerdistrikt Muglhof.
Der Steuerdistrikt Muglhof bestand aus den Dörfern Matzlesrieth, Muglhof, Oedenthal und den Einöden Ober-, Mitter- und Unterhöll.
Im Jahr 1821 bildete Trauschendorf zusammen mit Oedenthal eine unmittelbare landgerichtische Ruralgemeinde.
Trauschendorf war ein Dorf mit 15 Familien und Oedenthal ein Weiler mit 4 Familien.
1830 wurde die  Gemeinde Trauschendorf mit Oedenthal nach Muglhof eingemeindet.
1838 wurde das Landgericht Weiden in der Oberpfalz gebildet.
Dabei gelangte Oedenthal mit der Gemeinde Muglhof aus dem Landgericht Vohenstrauß zum Landgericht Weiden.
Im Zuge der Gebietsreform in Bayern 1972 gelangte Oedenthal als Teil der Gemeinde Muglhof in die kreisfreie Stadt Weiden.

### Einwohnerentwicklung in Oedenthal von 1838 bis 2011
| Jahr | Einwohner | Gebäude |
| ---- | --------- | ------- |
| 1838 | 24        | 4       |
| 1861 | 25        | k. A.   |
| 1871 | 27        | 15      |
| 1885 | 21        | 3       |
| 1900 | 25        | 5       |
| 1913 | 23        | 3       |

| Jahr | Einwohner | Gebäude |
| ---- | --------- | ------- |
| 1925 | 22        | 3       |
| 1950 | 24        | 3       |
| 1961 | 18        | 3       |
| 1970 | 20        | k. A.   |
| 1987 | 17        | 4       |
| 2011 | 20        | k. A.   |

## Tourismus, Sehenswürdigkeiten
Am Westrand von Oedenthal befindet sich ein großer Steinbruch, der von der Firma Scharnagl betrieben wird.
In diesem Steinbruch können Sammler Amphibolit finden.
Vor dem Betreten des Geländes muss das Einverständnis des Betreibers eingeholt werden.